# Лостін (Орегон)
Лостін (англ. Lostine) — місто (англ. city) в США, в окрузі Валлова штату Орегон. Населення — 241 особа (2020).

## Географія
Лостін розташований за координатами 45°29′14″ пн. ш. 117°25′47″ зх. д. / 45.48722° пн. ш. 117.42972° зх. д. (45.487124, -117.429689).  За даними Бюро перепису населення США в 2010 році місто мало площу 0,77 км², уся площа — суходіл.

## Демографія
Згідно з переписом 2010 року, у місті мешкало 213 осіб у 95 домогосподарствах у складі 57 родин. Густота населення становила 276 осіб/км².  Було 112 помешкання (145/км²).
Расовий склад населення:
| - 93,0 % — білих - 3,3 % — азіатів - 2,3 % — корінних американців |

До двох чи більше рас належало 1,4 %. Частка іспаномовних становила 1,9 % від усіх жителів.
За віковим діапазоном населення розподілялося таким чином: 22,1 % — особи молодші 18 років, 60,1 % — особи у віці 18—64 років, 17,8 % — особи у віці 65 років та старші. Медіана віку мешканця становила 46,5 року. На 100 осіб жіночої статі у місті припадало 104,8 чоловіків;  на 100 жінок у віці від 18 років та старших — 104,9 чоловіків також старших 18 років.
Середній дохід на одне домашнє господарство  становив 51 562 долари США (медіана — 46 250), а середній дохід на одну сім'ю — 61 875 доларів (медіана — 48 523). Медіана доходів становила 24 837 доларів для чоловіків та 26 250 доларів для жінок. За межею бідності перебувало 13,9 % осіб, у тому числі 14,3 % дітей у віці до 18 років та 17,1 % осіб у віці 65 років та старших.
Цивільне працевлаштоване населення становило 153 особи. Основні галузі зайнятості: освіта, охорона здоров'я та соціальна допомога — 24,8 %, публічна адміністрація — 16,3 %, роздрібна торгівля — 14,4 %.